# Copa América 2024
Copa América 2024 var det fyrtioåttonde mästerskapet av fotbollsturneringen Copa América och spelades i USA mellan den 20 juni och 14 juli 2024.

## Nationer
Alla medlemmar i Conmebol var direktkvalificerade. De sex Concacaf-medlemmarna kvalificerade sig genom Concacaf Nations League A 2023/2024.
| Conmebol - Argentina (regerande mästare) - Bolivia - Brasilien - Chile - Colombia - Ecuador - Paraguay - Peru - Uruguay - Venezuela | Concacaf - Costa Rica - Jamaica - Kanada - Mexiko - Panama - USA |

## Arenor
| East Rutherford, New Jersey | Arlington, Texas | Kansas City, Missouri | Charlotte, North Carolina | Houston, Texas         |
| --------------------------- | --- | --- | --- | ---------------------- |
| MetLife Stadium             | AT&T Stadium | Arrowhead Stadium | Bank of America Stadium | NRG Stadium            |
| Kapacitet: 82 566           | Kapacitet: 80 000 | Kapacitet: 76 416 | Kapacitet: 74 867 | Kapacitet: 72 220      |
|                             | | | |                        |
| Atlanta, Georgia            | · East Rutherford Arlington Kansas City (MO) Charlotte Houston Atlanta Inglewood Santa Clara Miami Gardens Glendale Paradise Orlando Austin Kansas City (KS) | · East Rutherford Arlington Kansas City (MO) Charlotte Houston Atlanta Inglewood Santa Clara Miami Gardens Glendale Paradise Orlando Austin Kansas City (KS) | · East Rutherford Arlington Kansas City (MO) Charlotte Houston Atlanta Inglewood Santa Clara Miami Gardens Glendale Paradise Orlando Austin Kansas City (KS) | Inglewood, Kalifornien |
| Mercedes-Benz Stadium       | · East Rutherford Arlington Kansas City (MO) Charlotte Houston Atlanta Inglewood Santa Clara Miami Gardens Glendale Paradise Orlando Austin Kansas City (KS) | · East Rutherford Arlington Kansas City (MO) Charlotte Houston Atlanta Inglewood Santa Clara Miami Gardens Glendale Paradise Orlando Austin Kansas City (KS) | · East Rutherford Arlington Kansas City (MO) Charlotte Houston Atlanta Inglewood Santa Clara Miami Gardens Glendale Paradise Orlando Austin Kansas City (KS) | Sofi Stadium           |
| Kapacitet: 71 000           | · East Rutherford Arlington Kansas City (MO) Charlotte Houston Atlanta Inglewood Santa Clara Miami Gardens Glendale Paradise Orlando Austin Kansas City (KS) | · East Rutherford Arlington Kansas City (MO) Charlotte Houston Atlanta Inglewood Santa Clara Miami Gardens Glendale Paradise Orlando Austin Kansas City (KS) | · East Rutherford Arlington Kansas City (MO) Charlotte Houston Atlanta Inglewood Santa Clara Miami Gardens Glendale Paradise Orlando Austin Kansas City (KS) | Kapacitet: 70 240      |
|                             | · East Rutherford Arlington Kansas City (MO) Charlotte Houston Atlanta Inglewood Santa Clara Miami Gardens Glendale Paradise Orlando Austin Kansas City (KS) | · East Rutherford Arlington Kansas City (MO) Charlotte Houston Atlanta Inglewood Santa Clara Miami Gardens Glendale Paradise Orlando Austin Kansas City (KS) | · East Rutherford Arlington Kansas City (MO) Charlotte Houston Atlanta Inglewood Santa Clara Miami Gardens Glendale Paradise Orlando Austin Kansas City (KS) |                        |
| Santa Clara, Kalifornien    | · East Rutherford Arlington Kansas City (MO) Charlotte Houston Atlanta Inglewood Santa Clara Miami Gardens Glendale Paradise Orlando Austin Kansas City (KS) | · East Rutherford Arlington Kansas City (MO) Charlotte Houston Atlanta Inglewood Santa Clara Miami Gardens Glendale Paradise Orlando Austin Kansas City (KS) | · East Rutherford Arlington Kansas City (MO) Charlotte Houston Atlanta Inglewood Santa Clara Miami Gardens Glendale Paradise Orlando Austin Kansas City (KS) | Miami Gardens, Florida |
| Levi's Stadium              | · East Rutherford Arlington Kansas City (MO) Charlotte Houston Atlanta Inglewood Santa Clara Miami Gardens Glendale Paradise Orlando Austin Kansas City (KS) | · East Rutherford Arlington Kansas City (MO) Charlotte Houston Atlanta Inglewood Santa Clara Miami Gardens Glendale Paradise Orlando Austin Kansas City (KS) | · East Rutherford Arlington Kansas City (MO) Charlotte Houston Atlanta Inglewood Santa Clara Miami Gardens Glendale Paradise Orlando Austin Kansas City (KS) | Hard Rock Stadium      |
| Kapacitet: 68 500           | · East Rutherford Arlington Kansas City (MO) Charlotte Houston Atlanta Inglewood Santa Clara Miami Gardens Glendale Paradise Orlando Austin Kansas City (KS) | · East Rutherford Arlington Kansas City (MO) Charlotte Houston Atlanta Inglewood Santa Clara Miami Gardens Glendale Paradise Orlando Austin Kansas City (KS) | · East Rutherford Arlington Kansas City (MO) Charlotte Houston Atlanta Inglewood Santa Clara Miami Gardens Glendale Paradise Orlando Austin Kansas City (KS) | Kapacitet: 64 767      |
|                             | · East Rutherford Arlington Kansas City (MO) Charlotte Houston Atlanta Inglewood Santa Clara Miami Gardens Glendale Paradise Orlando Austin Kansas City (KS) | · East Rutherford Arlington Kansas City (MO) Charlotte Houston Atlanta Inglewood Santa Clara Miami Gardens Glendale Paradise Orlando Austin Kansas City (KS) | · East Rutherford Arlington Kansas City (MO) Charlotte Houston Atlanta Inglewood Santa Clara Miami Gardens Glendale Paradise Orlando Austin Kansas City (KS) |                        |
| Glendale, Arizona           | Paradise, Nevada | Orlando, Florida | Austin, Texas | Kansas City, Kansas    |
| State Farm Stadium          | Allegiant Stadium | Inter&Co Stadium | Q2 Stadium | Children's Mercy Park  |
| Kapacitet: 63 400           | Kapacitet: 61 000 | Kapacitet: 25 500 | Kapacitet: 20 738 | Kapacitet: 18 467      |
|                             | | | |                        |

## Gruppspel

### Grupp A
| Nr | Lag       | S | V | O | F | GM | IM | MS | P |
| -- | --------- | - | - | - | - | -- | -- | -- | - |
| 1  | Argentina | 3 | 3 | 0 | 0 | 5  | 0  | +5 | 9 |
| 2  | Kanada    | 3 | 1 | 1 | 1 | 1  | 2  | −1 | 4 |
| 3  | Chile     | 3 | 0 | 2 | 1 | 0  | 1  | −1 | 2 |
| 4  | Peru      | 3 | 0 | 1 | 2 | 0  | 3  | −3 | 1 |

| 1           | 20 juni 2024 | Argentina                               | 2 – 0           | Kanada | Mercedes-Benz Stadium                                       |                                                             |
| 20:00 UTC−4 | 20:00 UTC−4  | Julián Álvarez 49′ Lautaro Martínez 88′ | (0 – 0) Rapport |        | Atlanta Publik: 70 564 Domare: Jesús Valenzuela (Venezuela) | Atlanta Publik: 70 564 Domare: Jesús Valenzuela (Venezuela) |
| 20:00 UTC−4 | 20:00 UTC−4  |                                         |                 |        | Atlanta Publik: 70 564 Domare: Jesús Valenzuela (Venezuela) | Atlanta Publik: 70 564 Domare: Jesús Valenzuela (Venezuela) |
| 20:00 UTC−4 | 20:00 UTC−4  |                                         |                 |        | Atlanta Publik: 70 564 Domare: Jesús Valenzuela (Venezuela) | Atlanta Publik: 70 564 Domare: Jesús Valenzuela (Venezuela) |

| 2           | 21 juni 2024 | Peru | 0 – 0   | Chile | AT&T Stadium                                                |                                                             |
| 19:00 UTC−5 | 19:00 UTC−5  |      | Rapport |       | Arlington Publik: 43 030 Domare: Wilton Sampaio (Brasilien) | Arlington Publik: 43 030 Domare: Wilton Sampaio (Brasilien) |
| 19:00 UTC−5 | 19:00 UTC−5  |      |         |       | Arlington Publik: 43 030 Domare: Wilton Sampaio (Brasilien) | Arlington Publik: 43 030 Domare: Wilton Sampaio (Brasilien) |
| 19:00 UTC−5 | 19:00 UTC−5  |      |         |       | Arlington Publik: 43 030 Domare: Wilton Sampaio (Brasilien) | Arlington Publik: 43 030 Domare: Wilton Sampaio (Brasilien) |

| 10          | 25 juni 2024 | Peru | 0 – 1           | Kanada             | Children's Mercy Park                                        |                                                              |
| 17:00 UTC−5 | 17:00 UTC−5  |      | (0 – 0) Rapport | 74′ Jonathan David | Kansas City Publik: 15 625 Domare: Mario Escobar (Guatemala) | Kansas City Publik: 15 625 Domare: Mario Escobar (Guatemala) |
| 17:00 UTC−5 | 17:00 UTC−5  |      |                 |                    | Kansas City Publik: 15 625 Domare: Mario Escobar (Guatemala) | Kansas City Publik: 15 625 Domare: Mario Escobar (Guatemala) |
| 17:00 UTC−5 | 17:00 UTC−5  |      |                 |                    | Kansas City Publik: 15 625 Domare: Mario Escobar (Guatemala) | Kansas City Publik: 15 625 Domare: Mario Escobar (Guatemala) |

| 11          | 25 juni 2024 | Chile | 0 – 1           | Argentina            | Metlife Stadium                                                 |                                                                 |
| 21:00 UTC−4 | 21:00 UTC−4  |       | (0 – 0) Rapport | 88′ Lautaro Martínez | East Rutherford Publik: 81 106 Domare: Andrés Matonte (Uruguay) | East Rutherford Publik: 81 106 Domare: Andrés Matonte (Uruguay) |
| 21:00 UTC−4 | 21:00 UTC−4  |       |                 |                      | East Rutherford Publik: 81 106 Domare: Andrés Matonte (Uruguay) | East Rutherford Publik: 81 106 Domare: Andrés Matonte (Uruguay) |
| 21:00 UTC−4 | 21:00 UTC−4  |       |                 |                      | East Rutherford Publik: 81 106 Domare: Andrés Matonte (Uruguay) | East Rutherford Publik: 81 106 Domare: Andrés Matonte (Uruguay) |

| 17          | 29 juni 2024 | Argentina                 | 2 – 0           | Peru | Hard Rock Stadium                                                |                                                                  |
| 20:00 UTC−4 | 20:00 UTC−4  | Lautaro Martínez 47′, 86′ | (0 – 0) Rapport |      | Miami Gardens Publik: 64 972 Domare: César Arturo Ramos (Mexiko) | Miami Gardens Publik: 64 972 Domare: César Arturo Ramos (Mexiko) |
| 20:00 UTC−4 | 20:00 UTC−4  |                           |                 |      | Miami Gardens Publik: 64 972 Domare: César Arturo Ramos (Mexiko) | Miami Gardens Publik: 64 972 Domare: César Arturo Ramos (Mexiko) |
| 20:00 UTC−4 | 20:00 UTC−4  |                           |                 |      | Miami Gardens Publik: 64 972 Domare: César Arturo Ramos (Mexiko) | Miami Gardens Publik: 64 972 Domare: César Arturo Ramos (Mexiko) |

| 18          | 29 juni 2024 | Kanada | 0 – 0   | Chile | Exploria Stadium                                        |                                                         |
| 20:00 UTC−4 | 20:00 UTC−4  |        | Rapport |       | Orlando Publik: 24 481 Domare: Wilmar Roldán (Colombia) | Orlando Publik: 24 481 Domare: Wilmar Roldán (Colombia) |
| 20:00 UTC−4 | 20:00 UTC−4  |        |         |       | Orlando Publik: 24 481 Domare: Wilmar Roldán (Colombia) | Orlando Publik: 24 481 Domare: Wilmar Roldán (Colombia) |
| 20:00 UTC−4 | 20:00 UTC−4  |        |         |       | Orlando Publik: 24 481 Domare: Wilmar Roldán (Colombia) | Orlando Publik: 24 481 Domare: Wilmar Roldán (Colombia) |

### Grupp B
| Nr | Lag       | S | V | O | F | GM | IM | MS | P |
| -- | --------- | - | - | - | - | -- | -- | -- | - |
| 1  | Venezuela | 3 | 3 | 0 | 0 | 6  | 1  | +5 | 9 |
| 2  | Ecuador   | 3 | 1 | 1 | 1 | 4  | 3  | +1 | 4 |
| 3  | Mexiko    | 3 | 1 | 1 | 1 | 1  | 1  | 0  | 4 |
| 4  | Jamaica   | 3 | 0 | 0 | 3 | 1  | 7  | −6 | 0 |

| 4           | 22 juni 2024 | Ecuador              | 1 – 2           | Venezuela                          | Levi's Stadium                                              |                                                             |
| 15:00 UTC−7 | 15:00 UTC−7  | Jeremy Sarmiento 40′ | (1 – 0) Rapport | 64′ Jhonder Cádiz 74′ Eduard Bello | Santa Clara Publik: 29 864 Domare: Wilmar Roldán (Colombia) | Santa Clara Publik: 29 864 Domare: Wilmar Roldán (Colombia) |
| 15:00 UTC−7 | 15:00 UTC−7  |                      |                 |                                    | Santa Clara Publik: 29 864 Domare: Wilmar Roldán (Colombia) | Santa Clara Publik: 29 864 Domare: Wilmar Roldán (Colombia) |
| 15:00 UTC−7 | 15:00 UTC−7  |                      |                 |                                    | Santa Clara Publik: 29 864 Domare: Wilmar Roldán (Colombia) | Santa Clara Publik: 29 864 Domare: Wilmar Roldán (Colombia) |

| 3           | 22 juni 2024 | Mexiko              | 1 – 0           | Jamaica | NRG Stadium                                        |                                                    |
| 20:00 UTC−5 | 20:00 UTC−5  | Gerardo Arteaga 69′ | (0 – 0) Rapport |         | Houston Publik: 53 763 Domare: Ismail Elfath (USA) | Houston Publik: 53 763 Domare: Ismail Elfath (USA) |
| 20:00 UTC−5 | 20:00 UTC−5  |                     |                 |         | Houston Publik: 53 763 Domare: Ismail Elfath (USA) | Houston Publik: 53 763 Domare: Ismail Elfath (USA) |
| 20:00 UTC−5 | 20:00 UTC−5  |                     |                 |         | Houston Publik: 53 763 Domare: Ismail Elfath (USA) | Houston Publik: 53 763 Domare: Ismail Elfath (USA) |

| 12          | 26 juni 2024 | Ecuador                                                           | 3 – 1           | Jamaica             | Allegiant Stadium                                      |                                                        |
| 15:00 UTC−7 | 15:00 UTC−7  | Kasey Palmer 13′ (sjm.) Kendry Páez 45+4′ (str.) Alan Minda 90+1′ | (2 – 0) Rapport | 54′ Michail Antonio | Paradise Publik: 24 074 Domare: Cristian Garay (Chile) | Paradise Publik: 24 074 Domare: Cristian Garay (Chile) |
| 15:00 UTC−7 | 15:00 UTC−7  |                                                                   |                 |                     | Paradise Publik: 24 074 Domare: Cristian Garay (Chile) | Paradise Publik: 24 074 Domare: Cristian Garay (Chile) |
| 15:00 UTC−7 | 15:00 UTC−7  |                                                                   |                 |                     | Paradise Publik: 24 074 Domare: Cristian Garay (Chile) | Paradise Publik: 24 074 Domare: Cristian Garay (Chile) |

| 11          | 26 juni 2024 | Venezuela                 | 1 – 0           | Mexiko | Sofi Stadium                                               |                                                            |
| 18:00 UTC−7 | 18:00 UTC−7  | Salomón Rondón 57′ (str.) | (0 – 0) Rapport |        | Inglewood Publik: 72 773 Domare: Raphael Claus (Brasilien) | Inglewood Publik: 72 773 Domare: Raphael Claus (Brasilien) |
| 18:00 UTC−7 | 18:00 UTC−7  |                           |                 |        | Inglewood Publik: 72 773 Domare: Raphael Claus (Brasilien) | Inglewood Publik: 72 773 Domare: Raphael Claus (Brasilien) |
| 18:00 UTC−7 | 18:00 UTC−7  |                           |                 |        | Inglewood Publik: 72 773 Domare: Raphael Claus (Brasilien) | Inglewood Publik: 72 773 Domare: Raphael Claus (Brasilien) |

| 19          | 30 juni 2024 | Mexiko | 0 – 0   | Ecuador | State Farm Stadium                                        |                                                           |
| 17:00 UTC−7 | 17:00 UTC−7  |        | Rapport |         | Glendale Publik: 62 565 Domare: Mario Escobar (Guatemala) | Glendale Publik: 62 565 Domare: Mario Escobar (Guatemala) |
| 17:00 UTC−7 | 17:00 UTC−7  |        |         |         | Glendale Publik: 62 565 Domare: Mario Escobar (Guatemala) | Glendale Publik: 62 565 Domare: Mario Escobar (Guatemala) |
| 17:00 UTC−7 | 17:00 UTC−7  |        |         |         | Glendale Publik: 62 565 Domare: Mario Escobar (Guatemala) | Glendale Publik: 62 565 Domare: Mario Escobar (Guatemala) |

| 20          | 30 juni 2024 | Jamaica | 0 – 3           | Venezuela                                            | Q2 Stadium                                               |                                                          |
| 19:00 UTC−5 | 19:00 UTC−5  |         | (0 – 0) Rapport | 49′ Eduard Bello 56′ Salomón Rondón 85′ Eric Ramírez | Austin Publik: 20 240 Domare: Maurizio Mariani (Italien) | Austin Publik: 20 240 Domare: Maurizio Mariani (Italien) |
| 19:00 UTC−5 | 19:00 UTC−5  |         |                 |                                                      | Austin Publik: 20 240 Domare: Maurizio Mariani (Italien) | Austin Publik: 20 240 Domare: Maurizio Mariani (Italien) |
| 19:00 UTC−5 | 19:00 UTC−5  |         |                 |                                                      | Austin Publik: 20 240 Domare: Maurizio Mariani (Italien) | Austin Publik: 20 240 Domare: Maurizio Mariani (Italien) |

### Grupp C
| Nr | Lag     | S | V | O | F | GM | IM | MS | P |
| -- | ------- | - | - | - | - | -- | -- | -- | - |
| 1  | Uruguay | 3 | 3 | 0 | 0 | 9  | 1  | +8 | 9 |
| 2  | Panama  | 3 | 2 | 0 | 1 | 6  | 5  | +1 | 6 |
| 3  | USA     | 3 | 1 | 0 | 2 | 3  | 3  | 0  | 3 |
| 4  | Bolivia | 3 | 0 | 0 | 3 | 1  | 10 | −9 | 0 |

| 5           | 23 juni 2024 | USA                                      | 2 – 0           | Bolivia | AT&T Stadium                                                |                                                             |
| 17:00 UTC−5 | 17:00 UTC−5  | Christian Pulisic 3′ Folarin Balogun 44′ | (2 – 0) Rapport |         | Arlington Publik: 47 873 Domare: Maurizio Mariani (Italien) | Arlington Publik: 47 873 Domare: Maurizio Mariani (Italien) |
| 17:00 UTC−5 | 17:00 UTC−5  |                                          |                 |         | Arlington Publik: 47 873 Domare: Maurizio Mariani (Italien) | Arlington Publik: 47 873 Domare: Maurizio Mariani (Italien) |
| 17:00 UTC−5 | 17:00 UTC−5  |                                          |                 |         | Arlington Publik: 47 873 Domare: Maurizio Mariani (Italien) | Arlington Publik: 47 873 Domare: Maurizio Mariani (Italien) |

| 6           | 23 juni 2024 | Uruguay                                                   | 3 – 1           | Panama                     | Hard Rock Stadium                                       |                                                         |
| 21:00 UTC−4 | 21:00 UTC−4  | Maximiliano Araújo 16′ Darwin Núñez 85′ Matías Viña 90+1′ | (1 – 0) Rapport | 90+5′ Michael Amir Murillo | Miami Gardens Publik: 33 425 Domare: Piero Maza (Chile) | Miami Gardens Publik: 33 425 Domare: Piero Maza (Chile) |
| 21:00 UTC−4 | 21:00 UTC−4  |                                                           |                 |                            | Miami Gardens Publik: 33 425 Domare: Piero Maza (Chile) | Miami Gardens Publik: 33 425 Domare: Piero Maza (Chile) |
| 21:00 UTC−4 | 21:00 UTC−4  |                                                           |                 |                            | Miami Gardens Publik: 33 425 Domare: Piero Maza (Chile) | Miami Gardens Publik: 33 425 Domare: Piero Maza (Chile) |

| 13          | 27 juni 2024 | Panama                              | 2 – 1           | USA                 | Mercedes-Benz Stadium                                    |                                                          |
| 18:00 UTC−4 | 18:00 UTC−4  | César Blackman 26′ José Fajardo 83′ | (1 – 1) Rapport | 22′ Folarin Balogun | Atlanta Publik: 59 145 Domare: Iván Barton (El Salvador) | Atlanta Publik: 59 145 Domare: Iván Barton (El Salvador) |
| 18:00 UTC−4 | 18:00 UTC−4  |                                     |                 |                     | Atlanta Publik: 59 145 Domare: Iván Barton (El Salvador) | Atlanta Publik: 59 145 Domare: Iván Barton (El Salvador) |
| 18:00 UTC−4 | 18:00 UTC−4  |                                     |                 |                     | Atlanta Publik: 59 145 Domare: Iván Barton (El Salvador) | Atlanta Publik: 59 145 Domare: Iván Barton (El Salvador) |

| 14          | 27 juni 2024 | Uruguay                                                                                                  | 5 – 0           | Bolivia | Metlife Stadium                                                |                                                                |
| 21:00 UTC−4 | 21:00 UTC−4  | Facundo Pellistri 8′ Darwin Núñez 21′ Maximiliano Araújo 77′ Federico Valverde 81′ Rodrigo Bentancur 89′ | (2 – 0) Rapport |         | East Rutherford Publik: 48 033 Domare: Juan Benítez (Paraguay) | East Rutherford Publik: 48 033 Domare: Juan Benítez (Paraguay) |
| 21:00 UTC−4 | 21:00 UTC−4  | |                 |         | East Rutherford Publik: 48 033 Domare: Juan Benítez (Paraguay) | East Rutherford Publik: 48 033 Domare: Juan Benítez (Paraguay) |
| 21:00 UTC−4 | 21:00 UTC−4  | |                 |         | East Rutherford Publik: 48 033 Domare: Juan Benítez (Paraguay) | East Rutherford Publik: 48 033 Domare: Juan Benítez (Paraguay) |

| 21          | 1 juli 2024 | USA | 0 – 1           | Uruguay             | Arrowhead Stadium                                      |                                                        |
| 20:00 UTC−5 | 20:00 UTC−5 |     | (0 – 0) Rapport | 66′ Mathías Olivera | Kansas City Publik: 55 460 Domare: Kevin Ortega (Peru) | Kansas City Publik: 55 460 Domare: Kevin Ortega (Peru) |
| 20:00 UTC−5 | 20:00 UTC−5 |     |                 |                     | Kansas City Publik: 55 460 Domare: Kevin Ortega (Peru) | Kansas City Publik: 55 460 Domare: Kevin Ortega (Peru) |
| 20:00 UTC−5 | 20:00 UTC−5 |     |                 |                     | Kansas City Publik: 55 460 Domare: Kevin Ortega (Peru) | Kansas City Publik: 55 460 Domare: Kevin Ortega (Peru) |

| 22          | 1 juli 2024 | Bolivia           | 1 – 3           | Panama                                                  | Exploria Stadium                                       |                                                        |
| 21:00 UTC−4 | 21:00 UTC−4 | Bruno Miranda 69′ | (0 – 1) Rapport | 22′ José Fajardo 79′ Eduardo Guerrero 90+1′ César Yanis | Orlando Publik: 16 129 Domare: Edina Alves (Brasilien) | Orlando Publik: 16 129 Domare: Edina Alves (Brasilien) |
| 21:00 UTC−4 | 21:00 UTC−4 |                   |                 |                                                         | Orlando Publik: 16 129 Domare: Edina Alves (Brasilien) | Orlando Publik: 16 129 Domare: Edina Alves (Brasilien) |
| 21:00 UTC−4 | 21:00 UTC−4 |                   |                 |                                                         | Orlando Publik: 16 129 Domare: Edina Alves (Brasilien) | Orlando Publik: 16 129 Domare: Edina Alves (Brasilien) |

### Grupp D
| Nr | Lag        | S | V | O | F | GM | IM | MS | P |
| -- | ---------- | - | - | - | - | -- | -- | -- | - |
| 1  | Colombia   | 3 | 2 | 1 | 0 | 6  | 2  | +4 | 7 |
| 2  | Brasilien  | 3 | 1 | 2 | 0 | 5  | 2  | +3 | 5 |
| 3  | Costa Rica | 3 | 1 | 1 | 1 | 2  | 4  | −2 | 4 |
| 4  | Paraguay   | 3 | 0 | 0 | 3 | 3  | 8  | −5 | 0 |

| 8           | 24 juni 2024 | Colombia                             | 2 – 1           | Paraguay         | NRG Stadium                                              |                                                          |
| 17:00 UTC−5 | 17:00 UTC−5  | Daniel Muñoz 32′ Jefferson Lerma 42′ | (2 – 0) Rapport | 69′ Julio Enciso | Houston Publik: 67 059 Domare: Dario Herrera (Argentina) | Houston Publik: 67 059 Domare: Dario Herrera (Argentina) |
| 17:00 UTC−5 | 17:00 UTC−5  |                                      |                 |                  | Houston Publik: 67 059 Domare: Dario Herrera (Argentina) | Houston Publik: 67 059 Domare: Dario Herrera (Argentina) |
| 17:00 UTC−5 | 17:00 UTC−5  |                                      |                 |                  | Houston Publik: 67 059 Domare: Dario Herrera (Argentina) | Houston Publik: 67 059 Domare: Dario Herrera (Argentina) |

| 7           | 24 juni 2024 | Brasilien | 0 – 0   | Costa Rica | Sofi Stadium                                                 |                                                              |
| 18:00 UTC−7 | 18:00 UTC−7  |           | Rapport |            | Inglewood Publik: 67 158 Domare: César Arturo Ramos (Mexiko) | Inglewood Publik: 67 158 Domare: César Arturo Ramos (Mexiko) |
| 18:00 UTC−7 | 18:00 UTC−7  |           |         |            | Inglewood Publik: 67 158 Domare: César Arturo Ramos (Mexiko) | Inglewood Publik: 67 158 Domare: César Arturo Ramos (Mexiko) |
| 18:00 UTC−7 | 18:00 UTC−7  |           |         |            | Inglewood Publik: 67 158 Domare: César Arturo Ramos (Mexiko) | Inglewood Publik: 67 158 Domare: César Arturo Ramos (Mexiko) |

| 16          | 28 juni 2024 | Colombia                                                   | 3 – 0           | Costa Rica | State Farm Stadium                                       |                                                          |
| 15:00 UTC−7 | 15:00 UTC−7  | Luis Díaz 31′ (str.) Dávinson Sánchez 59′ Jhon Córdoba 62′ | (1 – 0) Rapport |            | Glendale Publik: 27 386 Domare: Gustavo Tejera (Uruguay) | Glendale Publik: 27 386 Domare: Gustavo Tejera (Uruguay) |
| 15:00 UTC−7 | 15:00 UTC−7  |                                                            |                 |            | Glendale Publik: 27 386 Domare: Gustavo Tejera (Uruguay) | Glendale Publik: 27 386 Domare: Gustavo Tejera (Uruguay) |
| 15:00 UTC−7 | 15:00 UTC−7  |                                                            |                 |            | Glendale Publik: 27 386 Domare: Gustavo Tejera (Uruguay) | Glendale Publik: 27 386 Domare: Gustavo Tejera (Uruguay) |

| 15          | 28 juni 2024 | Paraguay          | 1 – 4           | Brasilien                                                     | Allegiant Stadium                                  |                                                    |
| 18:00 UTC−7 | 18:00 UTC−7  | Omar Alderete 48′ | (0 – 3) Rapport | 35′, 45+5′ Vinícius Júnior 43′ Sávio 65′ (str.) Lucas Paquetá | Paradise Publik: 46 939 Domare: Piero Maza (Chile) | Paradise Publik: 46 939 Domare: Piero Maza (Chile) |
| 18:00 UTC−7 | 18:00 UTC−7  |                   |                 |                                                               | Paradise Publik: 46 939 Domare: Piero Maza (Chile) | Paradise Publik: 46 939 Domare: Piero Maza (Chile) |
| 18:00 UTC−7 | 18:00 UTC−7  |                   |                 |                                                               | Paradise Publik: 46 939 Domare: Piero Maza (Chile) | Paradise Publik: 46 939 Domare: Piero Maza (Chile) |

| 23          | 2 juli 2024 | Brasilien    | 1 – 1           | Colombia           | Levi's Stadium                                                  |                                                                 |
| 18:00 UTC−7 | 18:00 UTC−7 | Raphinha 12′ | (1 – 1) Rapport | 45+2′ Daniel Muñoz | Santa Clara Publik: 70 971 Domare: Jesús Valenzuela (Venezuela) | Santa Clara Publik: 70 971 Domare: Jesús Valenzuela (Venezuela) |
| 18:00 UTC−7 | 18:00 UTC−7 |              |                 |                    | Santa Clara Publik: 70 971 Domare: Jesús Valenzuela (Venezuela) | Santa Clara Publik: 70 971 Domare: Jesús Valenzuela (Venezuela) |
| 18:00 UTC−7 | 18:00 UTC−7 |              |                 |                    | Santa Clara Publik: 70 971 Domare: Jesús Valenzuela (Venezuela) | Santa Clara Publik: 70 971 Domare: Jesús Valenzuela (Venezuela) |

| 24          | 2 juli 2024 | Costa Rica                            | 2 – 1           | Paraguay       | Q2 Stadium                                            |                                                       |
| 20:00 UTC−5 | 20:00 UTC−5 | Francisco Calvo 3′ Josimar Alcócer 7′ | (2 – 0) Rapport | 55′ Ramón Sosa | Austin Publik: 12 765 Domare: Yael Falcón (Argentina) | Austin Publik: 12 765 Domare: Yael Falcón (Argentina) |
| 20:00 UTC−5 | 20:00 UTC−5 |                                       |                 |                | Austin Publik: 12 765 Domare: Yael Falcón (Argentina) | Austin Publik: 12 765 Domare: Yael Falcón (Argentina) |
| 20:00 UTC−5 | 20:00 UTC−5 |                                       |                 |                | Austin Publik: 12 765 Domare: Yael Falcón (Argentina) | Austin Publik: 12 765 Domare: Yael Falcón (Argentina) |

## Slutspel

### Slutspelsträd
|  | Kvartsfinaler    | Kvartsfinaler |                  |       | Semifinaler | Semifinaler |  |  | Final | Final |
|  |                  |               |                  |       |             |             |  |  |       |       |
|  | 4 juli 2024      |               |                  |       |             |             |  |  |       |       |
|  |                  |               |                  |       |             |             |  |  |       |       |
|  | Argentina (str.) | 1 (4)         |                  |       |             |             |  |  |       |       |
|  | Argentina (str.) | 1 (4)         | 9 juli 2024      |       |             |             |  |  |       |       |
|  | Ecuador          | 1 (2)         |                  |       |             |             |  |  |       |       |
|  | Ecuador          | 1 (2)         | Argentina        | 2     |             |             |  |  |       |       |
|  | 5 juli 2024      |               | Argentina        | 2     |             |             |  |  |       |       |
|  |                  | Kanada        | 0                |       |             |             |  |  |       |       |
|  | Venezuela        | Kanada        | 0                | 1 (3) |             |             |  |  |       |       |
|  | Venezuela        |               | 14 juli 2024     | 1 (3) |             |             |  |  |       |       |
|  | Kanada (str.)    | 1 (4)         |                  |       |             |             |  |  |       |       |
|  | Kanada (str.)    | 1 (4)         | Argentina (e.f.) | 1     |             |             |  |  |       |       |
|  | 6 juli 2024      |               | Argentina (e.f.) | 1     |             |             |  |  |       |       |
|  |                  | Colombia      | 0                |       |             |             |  |  |       |       |
|  | Uruguay (str.)   | Colombia      | 0                | 0 (4) |             |             |  |  |       |       |
|  | Uruguay (str.)   | 10 juli 2024  |                  | 0 (4) |             |             |  |  |       |       |
|  | Brasilien        | 0 (2)         |                  |       |             |             |  |  |       |       |
|  | Brasilien        | 0 (2)         | Uruguay          | 0     |             |             |  |  |       |       |
|  | 6 juli 2024      |               | Uruguay          | 0     |             |             |  |  |       |       |
|  |                  | Colombia      | 1                |       | Bronsmatch  | Bronsmatch  |  |  |       |       |
|  | Colombia         | Colombia      | 1                | 5     | Bronsmatch  | Bronsmatch  |  |  |       |       |
|  | Colombia         |               | 13 juli 2024     | 5     |             |             |  |  |       |       |
|  | Panama           | 0             |                  |       |             |             |  |  |       |       |
|  | Panama           | 0             | Kanada           | 2 (3) |             |             |  |  |       |       |
|  |                  |               |                  |       |             |             |  |  |       |       |
|  | Uruguay (str.)   | 2 (4)         |                  |       |             |             |  |  |       |       |
|  | Uruguay (str.)   | 2 (4)         |                  |       |             |             |  |  |       |       |

### Kvartsfinaler
| 25          | 4 juli 2024 | Argentina                                                                        | 1 – 1                      | Ecuador                                         | NRG Stadium                                             |                                                         |
| 20:00 UTC−5 | 20:00 UTC−5 | Lisandro Martínez 35′                                                            | (1 – 0) Rapport            | 90+2′ Kevin Rodríguez                           | Houston Publik: 69 456 Domare: Andrés Matonte (Uruguay) | Houston Publik: 69 456 Domare: Andrés Matonte (Uruguay) |
| 20:00 UTC−5 | 20:00 UTC−5 |                                                                                  |                            |                                                 | Houston Publik: 69 456 Domare: Andrés Matonte (Uruguay) | Houston Publik: 69 456 Domare: Andrés Matonte (Uruguay) |
| 20:00 UTC−5 | 20:00 UTC−5 | Lionel Messi Julián Álvarez Alexis Mac Allister Gonzalo Montiel Nicolás Otamendi | Straffsparksläggning 4 – 2 | Ángel Mena Alan Minda John Yeboah Jordy Caicedo | Houston Publik: 69 456 Domare: Andrés Matonte (Uruguay) | Houston Publik: 69 456 Domare: Andrés Matonte (Uruguay) |

| 26          | 5 juli 2024 | Venezuela                                                                                | 1 – 1                      | Kanada                                                                                 | AT&T Stadium                                                |                                                             |
| 20:00 UTC−5 | 20:00 UTC−5 | Salomón Rondón 65′                                                                       | (0 – 1) Rapport            | 13′ Jacob Shaffelburg                                                                  | Arlington Publik: 51 080 Domare: Wilton Sampaio (Brasilien) | Arlington Publik: 51 080 Domare: Wilton Sampaio (Brasilien) |
| 20:00 UTC−5 | 20:00 UTC−5 |                                                                                          |                            |                                                                                        | Arlington Publik: 51 080 Domare: Wilton Sampaio (Brasilien) | Arlington Publik: 51 080 Domare: Wilton Sampaio (Brasilien) |
| 20:00 UTC−5 | 20:00 UTC−5 | Salomón Rondón Yangel Herrera Tomás Rincón Jefferson Savarino Jhonder Cádiz Wilker Ángel | Straffsparksläggning 3 – 4 | Jonathan David Liam Millar Moïse Bombito Stephen Eustáquio Alphonso Davies Ismaël Koné | Arlington Publik: 51 080 Domare: Wilton Sampaio (Brasilien) | Arlington Publik: 51 080 Domare: Wilton Sampaio (Brasilien) |

| 28          | 6 juli 2024 | Colombia                                                                                            | 5 – 0           | Panama | State Farm Stadium                                         |                                                            |
| 15:00 UTC−7 | 15:00 UTC−7 | Jhon Córdoba 8′ James Rodríguez 15′ (str.) Luis Díaz 41′ Richard Ríos 70′ Miguel Borja 90+4′ (str.) | (3 – 0) Rapport |        | Glendale Publik: 39 740 Domare: Maurizio Mariani (Italien) | Glendale Publik: 39 740 Domare: Maurizio Mariani (Italien) |
| 15:00 UTC−7 | 15:00 UTC−7 | |                 |        | Glendale Publik: 39 740 Domare: Maurizio Mariani (Italien) | Glendale Publik: 39 740 Domare: Maurizio Mariani (Italien) |
| 15:00 UTC−7 | 15:00 UTC−7 | |                 |        | Glendale Publik: 39 740 Domare: Maurizio Mariani (Italien) | Glendale Publik: 39 740 Domare: Maurizio Mariani (Italien) |

| 27          | 6 juli 2024 | Uruguay                                                                                     | 0 – 0                      | Brasilien                                                    | Allegiant Stadium                                         |                                                           |
| 18:00 UTC−7 | 18:00 UTC−7 |                                                                                             | Rapport                    |                                                              | Paradise Publik: 50 770 Domare: Darío Herrera (Argentina) | Paradise Publik: 50 770 Domare: Darío Herrera (Argentina) |
| 18:00 UTC−7 | 18:00 UTC−7 |                                                                                             |                            |                                                              | Paradise Publik: 50 770 Domare: Darío Herrera (Argentina) | Paradise Publik: 50 770 Domare: Darío Herrera (Argentina) |
| 18:00 UTC−7 | 18:00 UTC−7 | Federico Valverde Rodrigo Bentancur Giorgian de Arrascaeta José María Giménez Manuel Ugarte | Straffsparksläggning 4 – 2 | Éder Militão Andreas Pereira Douglas Luiz Gabriel Martinelli | Paradise Publik: 50 770 Domare: Darío Herrera (Argentina) | Paradise Publik: 50 770 Domare: Darío Herrera (Argentina) |

### Semifinaler
| 29          | 9 juli 2024 | Argentina                           | 2 – 0           | Kanada | Metlife Stadium                                           |                                                           |
| 20:00 UTC−4 | 20:00 UTC−4 | Julián Álvarez 22′ Lionel Messi 51′ | (1 – 0) Rapport |        | East Rutherford Publik: 80 102 Domare: Piero Maza (Chile) | East Rutherford Publik: 80 102 Domare: Piero Maza (Chile) |
| 20:00 UTC−4 | 20:00 UTC−4 |                                     |                 |        | East Rutherford Publik: 80 102 Domare: Piero Maza (Chile) | East Rutherford Publik: 80 102 Domare: Piero Maza (Chile) |
| 20:00 UTC−4 | 20:00 UTC−4 |                                     |                 |        | East Rutherford Publik: 80 102 Domare: Piero Maza (Chile) | East Rutherford Publik: 80 102 Domare: Piero Maza (Chile) |

| 30          | 10 juli 2024 | Uruguay | 0 – 1           | Colombia            | Bank of America Stadium                                      |                                                              |
| 20:00 UTC−4 | 20:00 UTC−4  |         | (0 – 1) Rapport | 39′ Jefferson Lerma | Charlotte Publik: 70 644 Domare: César Arturo Ramos (Mexiko) | Charlotte Publik: 70 644 Domare: César Arturo Ramos (Mexiko) |
| 20:00 UTC−4 | 20:00 UTC−4  |         |                 |                     | Charlotte Publik: 70 644 Domare: César Arturo Ramos (Mexiko) | Charlotte Publik: 70 644 Domare: César Arturo Ramos (Mexiko) |
| 20:00 UTC−4 | 20:00 UTC−4  |         |                 |                     | Charlotte Publik: 70 644 Domare: César Arturo Ramos (Mexiko) | Charlotte Publik: 70 644 Domare: César Arturo Ramos (Mexiko) |

### Bronsmatch
| 31          | 13 juli 2024 | Kanada                                                                     | 2 – 2                      | Uruguay                                                                | Bank of America Stadium                                     |                                                             |
| 20:00 UTC−4 | 20:00 UTC−4  | Ismaël Koné 22′ Jonathan David 80′                                         | (1 – 1) Rapport            | 8′ Rodrigo Bentancur 90+2′ Luis Suárez                                 | Charlotte Publik: 24 386 Domare: Alexis Herrera (Venezuela) | Charlotte Publik: 24 386 Domare: Alexis Herrera (Venezuela) |
| 20:00 UTC−4 | 20:00 UTC−4  |                                                                            |                            |                                                                        | Charlotte Publik: 24 386 Domare: Alexis Herrera (Venezuela) | Charlotte Publik: 24 386 Domare: Alexis Herrera (Venezuela) |
| 20:00 UTC−4 | 20:00 UTC−4  | Jonathan David Moïse Bombito Ismaël Koné Mathieu Choinière Alphonso Davies | Straffsparksläggning 3 – 4 | Federico Valverde Rodrigo Bentancur Giorgian de Arrascaeta Luis Suárez | Charlotte Publik: 24 386 Domare: Alexis Herrera (Venezuela) | Charlotte Publik: 24 386 Domare: Alexis Herrera (Venezuela) |

### Final
| 32          | 14 juli 2024 | Argentina             | 0000 1 – 0 (e.fl.) | Colombia | Hard Rock Stadium                                              |                                                                |
| 21:20 UTC−4 | 21:20 UTC−4  | Lautaro Martínez 112′ | (0 – 0) Rapport    |          | Miami Gardens Publik: 65 300 Domare: Raphael Claus (Brasilien) | Miami Gardens Publik: 65 300 Domare: Raphael Claus (Brasilien) |
| 21:20 UTC−4 | 21:20 UTC−4  |                       |                    |          | Miami Gardens Publik: 65 300 Domare: Raphael Claus (Brasilien) | Miami Gardens Publik: 65 300 Domare: Raphael Claus (Brasilien) |
| 21:20 UTC−4 | 21:20 UTC−4  |                       |                    |          | Miami Gardens Publik: 65 300 Domare: Raphael Claus (Brasilien) | Miami Gardens Publik: 65 300 Domare: Raphael Claus (Brasilien) |

## Anmärkningslista
1. ↑  Matchen var ursprungligen planerad att sparkas igång 20:00 UTC−4[3] men sköts upp då supportrar stormat grindarna.[4]